# Moiré velouté
Pour les articles homonymes, voir Moiré.
Erebia pluto
Espèce
Statut de conservation UICN

 LC  : Préoccupation mineure
Le Moiré velouté ou Moiré des glaciers (Erebia pluto) est un lépidoptère (papillon) appartenant à la famille des Nymphalidae, à la sous-famille des Satyrinae et au genre Erebia.

## Dénomination
Erebia pluto a été nommé par Leonardo De Prunner en 1798.
Il a pour synonymes : Erebia belzebub Costa, 1839 ; Erebia nicholli Oberthür, 1896 ; Erebia oreas Warren, 1933 ; Papilio alecto Hübner, 1804 ; Papilio glacialis Esper, 1804

### Sous-espèces
- Erebia pluto pluto De Prunner, 1798 ;
- Erebia pluto alecto Hübner, 1804 ; en Autriche.
- Erebia pluto burmanni Wolfsberger
- Erebia pluto nicholi Oberthür, 1896 ;
- Erebia pluto oreas Warren, 1933 ;
- Erebia pluto velocissima Fruhstorfer[2],[3].

### Noms vernaculaires
Le Moiré velouté se nomme Sooty Ringlet en anglais et Eismohrenfalter en allemand.

## Description
Le Moiré  velouté est un petit papillon,  marron très foncé presque noir. Certaines sous-espèces présentent des ocelles centrés d'un point blanc, minuscules chez Erebia pluto alecto, bien développés aux antérieures comme aux postérieures chez Erebia pluto nicholi et Erebia pluto velocissima. La sous-espèce Erebia pluto oreas présente une bande postdiscale de couleur roux orangé.
Le revers est identique.

## Biologie

### Période de vol et hivernation
Les chenilles se développent en deux cycles, elles hivernent deux saisons froides.
Il vole de mi-juin à fin août.

### Plantes hôtes
Les plantes hôtes des chenilles sont des poacées (graminées), dont Festuca quadriflora, Festuca alpina et Poa minor.

## Écologie et distribution
Il est présent en Europe dans les Alpes en France, en Suisse, en Autriche, en Italie, et dans les Apennins.
En France métropolitaine il est présent dans les départements des Alpes, Savoie, Haute-Savoie, Isère, Drôme,Hautes-Alpes, Alpes-de-Haute-Provence et Alpes-Maritimes.

### Biotope
Il réside sur des pentes rocheuses.

### Protection
Pas de statut de protection particulier.